# مونسو
مونسو (به فرانسوی: Montceaux) یک کمون در فرانسه است که در Canton of Thoissey واقع شده‌است.

## خصوصیات
مونسو ۱۰٫۰۳ کیلومترمربع مساحت و ۱٬۰۶۳ نفر جمعیت دارد.